# John G. Avildsen
John Guilbert Avildsen (n. 21 decembrie 1935, Oak Park, Cook County, Illinois, SUA – d. 16 iunie 2017, Los Angeles, California, SUA) a fost un regizor american de film. A câștigat Premiul Oscar pentru cel mai bun regizor pentru Rocky (1976).  A mai regizat Joe, Save the Tiger, Fore Play, The Formula, Neighbors, For Keeps, Lean on Me, The Power of One, 8 Seconds, Inferno, Rocky V și primele trei filme din seria Karate Kid.

## Filmografie selectivă
- 1976 Rocky, cu Sylvester Stallone
- 1984 Karate Kid
- 1986 Karate Kid II
- 1990 Rocky V
- 1999 Infernul (Inferno)

## Legături externe
- John G. Avildsen la Internet Movie Database
- John Guilbert Avildsen la BFI Film & TV Database